# Senatori della Virginia
La Virginia è una delle 13 colonie che hanno fondato gli Stati Uniti d'America, elegge senatori di classe 1 e 2. Gli attuali senatori sono i democratici Mark Warner e Tim Kaine. Come tutti gli stati del Sud la sua politica è stata dominata dl partito democratico fino agli anni 70 del XX secolo, dopo un periodo coincidente con l'amministrazione Reagan in cui ha avuta una parziale svolta Repubblicana è ritornata ad essere considerata uno degli stati più democratici, contrariamente agli altri stati del sud, dall'inizio del XXI secolo.

## Elenco

### Classe 1
| N.                                      | Foto                                    | Senatore                                | Partito                                 | Carica                                  | Carica                                  | Congresso                                                                                 | Mandato | Storia elettorale |
| N.                                      | Foto                                    | Senatore                                | Partito                                 | Inizio                                  | Termine                                 | Congresso                                                                                 | Mandato | Storia elettorale |
| --------------------------------------- | --------------------------------------- | --------------------------------------- | --------------------------------------- | --------------------------------------- | --------------------------------------- | ----------------------------------------------------------------------------------------- | --- | --- |
| 1                                       |                                         | William Grayson (1740-1790)             | Anti-Amministrazione                    | 4 marzo 1789                            | 12 marzo 1790                           | 1                                                                                         | 1⁄2 | Eletto nel 1788 Deceduto |
| Vacante                                 | Vacante                                 | Vacante                                 | Vacante                                 | 12 marzo 1790                           | 31 marzo 1790                           | 1                                                                                         | 1⁄2 | |
| 2                                       |                                         | John Walker (1744-1809)                 | Pro-Amministrazione                     | 31 marzo 1790                           | 9 novembre 1790                         | 1                                                                                         | 1⁄2 | Nominato per continuare il mandato di Grayson Ritiratosi |
| 3                                       |                                         | James Monroe (1758-1831)                | Anti-Amministrazione                    | 9 novembre 1790                         | 27 marzo 1794                           | 1                                                                                         | 1⁄2 | Eletto per terminare il mandato di Grayson |
| 3                                       | 2                                       | James Monroe (1758-1831)                | Anti-Amministrazione                    | 9 novembre 1790                         | 27 marzo 1794                           | 1⁄2                                                                                       | Rieletto nel 1791 Rassegnò le dimissioni per diventare U.S. Minister Plenipotentiary in Francia                                           | |
| 3                                       | 3                                       | James Monroe (1758-1831)                | Anti-Amministrazione                    | 9 novembre 1790                         | 27 marzo 1794                           | 1⁄2                                                                                       | Rieletto nel 1791 Rassegnò le dimissioni per diventare U.S. Minister Plenipotentiary in Francia                                           | |
| Vacante                                 | Vacante                                 | Vacante                                 | Vacante                                 | 27 marzo 1794                           | 18 novembre 1794                        | 1⁄2                                                                                       | | |
| 4                                       |                                         | Stevens T. Mason (1760-1803)            | Anti-Amministrazione                    | 18 novembre 1794                        | 10 maggio 1803                          | 1⁄2                                                                                       | Eletto per terminare il mandato di Monroe                                                                                                 | |
| 4                                       | Democratico- Repubblicano               | Stevens T. Mason (1760-1803)            | 4                                       | 18 novembre 1794                        | 10 maggio 1803                          | 1⁄2                                                                                       | Eletto per terminare il mandato di Monroe                                                                                                 | |
| 4                                       | Democratico- Repubblicano               | Stevens T. Mason (1760-1803)            | 5                                       | 18 novembre 1794                        | 10 maggio 1803                          | 1                                                                                         | Rieletto nel 1796 | |
| 4                                       | Democratico- Repubblicano               | Stevens T. Mason (1760-1803)            | 6                                       | 18 novembre 1794                        | 10 maggio 1803                          | 1                                                                                         | Rieletto nel 1796 | |
| 4                                       | Democratico- Repubblicano               | Stevens T. Mason (1760-1803)            | 7                                       | 18 novembre 1794                        | 10 maggio 1803                          | 1                                                                                         | Rieletto nel 1796 | |
| 4                                       | Democratico- Repubblicano               | Stevens T. Mason (1760-1803)            | 8                                       | 18 novembre 1794                        | 10 maggio 1803                          | 1⁄2                                                                                       | Rieletto nel 1803 Deceduto | |
| Vacante                                 | Vacante                                 | Vacante                                 | Vacante                                 | 10 maggio 1803                          | 4 giugno 1803                           | 1⁄2                                                                                       | | |
| 5                                       |                                         | John Taylor of Caroline (1753-1824)     | 8                                       | Democratico- Repubblicano               | 4 giugno 1803                           | 1⁄2                                                                                       | 7 dicembre 1803 | Nominato per continuare il mandato di Mason Ritiratosi |
| 6                                       |                                         | Abraham B. Venable (1758-1811)          | 8                                       | Democratico- Repubblicano               | 7 dicembre 1803                         | 1⁄2                                                                                       | 7 giugno 1804 | Eletto per terminare il mandato di Mason Rassegnò le dimissioni per diventare Presidente della Bank of Virginia.                                                |
| Vacante                                 | Vacante                                 | Vacante                                 | Vacante                                 | 7 giugno 1804                           | 11 agosto 1804                          | 1⁄2                                                                                       | | |
| 7                                       |                                         | William B. Giles (1762-1830)            | 8                                       | Democratico- Repubblicano               | 11 agosto 1804                          | 1⁄2                                                                                       | 3 dicembre 1804 | Nominato per continuare il mandato di Venable Rassegnò le dimissioni quando venne eletto per terminare il mandato del senatore di Classe 2 Wilson Cary Nicholas |
| 8                                       |                                         | Andrew Moore (1752-1821)                | 8                                       | Democratico- Repubblicano               | 3 dicembre 1804                         | 1⁄2                                                                                       | 3 marzo 1809 | Eletto per terminare il mandato di Venable Ritiratosi |
| 8                                       | 9                                       | Andrew Moore (1752-1821)                |                                         | Democratico- Repubblicano               | 3 dicembre 1804                         | 1⁄2                                                                                       | 3 marzo 1809 | Eletto per terminare il mandato di Venable Ritiratosi |
| 8                                       | 10                                      | Andrew Moore (1752-1821)                |                                         | Democratico- Repubblicano               | 3 dicembre 1804                         | 1⁄2                                                                                       | 3 marzo 1809 | Eletto per terminare il mandato di Venable Ritiratosi |
| 9                                       |                                         | Richard Brent (1757-1814)               | Democratico- Repubblicano               | 4 marzo 1809                            | 30 dicembre 1814                        | 11                                                                                        | 1⁄2 | Eletto nel 1809 Deceduto |
| 9                                       | 12                                      | Richard Brent (1757-1814)               | Democratico- Repubblicano               | 4 marzo 1809                            | 30 dicembre 1814                        |                                                                                           | 1⁄2 | Eletto nel 1809 Deceduto |
| 9                                       | 13                                      | Richard Brent (1757-1814)               | Democratico- Repubblicano               | 4 marzo 1809                            | 30 dicembre 1814                        |                                                                                           | 1⁄2 | Eletto nel 1809 Deceduto |
| Vacante                                 | Vacante                                 | Vacante                                 | Vacante                                 | 30 dicembre 1814                        | 2 gennaio 1815                          |                                                                                           | 1⁄2 | |
| 10                                      |                                         | James Barbour (1775-1842)               | Democratico- Repubblicano               | 2 gennaio 1815                          | 7 marzo 1825                            | Eletto per terminare il mandato di Brent, essendo già stato eletto al mandato successivo. | 1⁄2 | |
| 10                                      | 14                                      | James Barbour (1775-1842)               | Democratico- Repubblicano               | 2 gennaio 1815                          | 7 marzo 1825                            | 1                                                                                         | Eletto nel 1814 | |
| 10                                      | 15                                      | James Barbour (1775-1842)               | Democratico- Repubblicano               | 2 gennaio 1815                          | 7 marzo 1825                            | 1                                                                                         | Eletto nel 1814 | |
| 10                                      | 16                                      | James Barbour (1775-1842)               | Democratico- Repubblicano               | 2 gennaio 1815                          | 7 marzo 1825                            | 1                                                                                         | Eletto nel 1814 | |
| 10                                      | 17                                      | James Barbour (1775-1842)               | Democratico- Repubblicano               | 2 gennaio 1815                          | 7 marzo 1825                            | 1⁄2                                                                                       | Rieletto nel 1821 Rassegnò le dimissioni per diventare Segretario alla Guerra                                                             | |
| 10                                      | Crawford Repubblicano                   | James Barbour (1775-1842)               | 18                                      | 2 gennaio 1815                          | 7 marzo 1825                            | 1⁄2                                                                                       | Rieletto nel 1821 Rassegnò le dimissioni per diventare Segretario alla Guerra                                                             | |
| 10                                      | Jacksoniano                             | James Barbour (1775-1842)               | 19                                      | 2 gennaio 1815                          | 7 marzo 1825                            | 1⁄2                                                                                       | Rieletto nel 1821 Rassegnò le dimissioni per diventare Segretario alla Guerra                                                             | |
| Vacante                                 | Vacante                                 | Vacante                                 | Vacante                                 | 7 marzo 1825                            | 26 dicembre 1825                        | 1⁄2                                                                                       | | |
| 11                                      |                                         | John Randolph (1773-1833)               | 19                                      | Jacksoniano                             | 26 dicembre 1825                        | 1⁄2                                                                                       | 3 marzo 1827 | Nominato per continuare il mandato di Barbour Perse l'elezione per il mandato successivo.                                                                       |
| 12                                      |                                         | John Tyler (1790-1862)                  | Jacksoniano                             | 4 marzo 1827                            | 29 febbraio 1836                        | 20                                                                                        | 1 | Eletto nel 1827 |
| 12                                      | 21                                      | John Tyler (1790-1862)                  | Jacksoniano                             | 4 marzo 1827                            | 29 febbraio 1836                        |                                                                                           | | Eletto nel 1827 |
| 12                                      | 22                                      | John Tyler (1790-1862)                  | Jacksoniano                             | 4 marzo 1827                            | 29 febbraio 1836                        |                                                                                           | | Eletto nel 1827 |
| 12                                      | Anti- Jacksoniano                       | John Tyler (1790-1862)                  | 23                                      | 4 marzo 1827                            | 29 febbraio 1836                        | 1⁄2                                                                                       | Rieletto nel 1833 Rassegnò le dimissioni                                                                                                  | |
| 12                                      | Anti- Jacksoniano                       | John Tyler (1790-1862)                  | 24                                      | 4 marzo 1827                            | 29 febbraio 1836                        | 1⁄2                                                                                       | Rieletto nel 1833 Rassegnò le dimissioni                                                                                                  | |
| Vacante                                 | Vacante                                 | Vacante                                 | Vacante                                 | 29 febbraio 1836                        | 3 marzo 1836                            | 1⁄2                                                                                       | | |
| 13                                      |                                         | William C. Rives (1793-1868)            | Jacksoniano                             | 3 marzo 1836                            | 3 marzo 1839                            | 1⁄2                                                                                       | Eletto per terminare il mandato di Tyler Legislature failed to elect nel 1839                                                             | |
| 13                                      | Democratico                             | William C. Rives (1793-1868)            | 25                                      | 3 marzo 1836                            | 3 marzo 1839                            | 1⁄2                                                                                       | Eletto per terminare il mandato di Tyler Legislature failed to elect nel 1839                                                             | |
| 13                                      | Vacante                                 | Vacante                                 | Vacante                                 | 3 marzo 1839                            | 18 gennaio 1841                         | 26                                                                                        | 1⁄2 | |
| 13                                      |                                         | William C. Rives (1793-1868)            | Whig                                    | 18 gennaio 1841                         | 3 marzo 1845                            | 26                                                                                        | 1⁄2 | Rieletto tardi nel 1841 |
| 13                                      | 27                                      | William C. Rives (1793-1868)            | Whig                                    | 18 gennaio 1841                         | 3 marzo 1845                            |                                                                                           | 1⁄2 | Rieletto tardi nel 1841 |
| 13                                      | 28                                      | William C. Rives (1793-1868)            | Whig                                    | 18 gennaio 1841                         | 3 marzo 1845                            |                                                                                           | 1⁄2 | Rieletto tardi nel 1841 |
| Vacante                                 | Vacante                                 | Vacante                                 | Vacante                                 | 4 marzo 1845                            | 3 dicembre 1845                         | 29                                                                                        | 1⁄2 | |
| 14                                      |                                         | Isaac S. Pennybacker (1805-1847)        | Democratico                             | 3 dicembre 1845                         | 12 gennaio 1847                         | 29                                                                                        | 1⁄2 | Eletto per riempire la carica vacante Deceduto |
| Vacante                                 | Vacante                                 | Vacante                                 | Vacante                                 | 12 gennaio 1847                         | 21 gennaio 1847                         | 29                                                                                        | 1⁄2 | |
| 15                                      |                                         | James M. Mason (1798-1871)              | Democratico                             | 21 gennaio 1847                         | 11 luglio 1861                          | 29                                                                                        | 1⁄2 | Eletto per terminare il mandato di Pennybacker |
| 15                                      | 30                                      | James M. Mason (1798-1871)              | Democratico                             | 21 gennaio 1847                         | 11 luglio 1861                          |                                                                                           | 1⁄2 | Eletto per terminare il mandato di Pennybacker |
| 15                                      | 31                                      | James M. Mason (1798-1871)              | Democratico                             | 21 gennaio 1847                         | 11 luglio 1861                          |                                                                                           | 1⁄2 | Eletto per terminare il mandato di Pennybacker |
| 15                                      | 32                                      | James M. Mason (1798-1871)              | Democratico                             | 21 gennaio 1847                         | 11 luglio 1861                          | 1                                                                                         | Rieletto nel 1850 | |
| 15                                      | 33                                      | James M. Mason (1798-1871)              | Democratico                             | 21 gennaio 1847                         | 11 luglio 1861                          | 1                                                                                         | Rieletto nel 1850 | |
| 15                                      | 34                                      | James M. Mason (1798-1871)              | Democratico                             | 21 gennaio 1847                         | 11 luglio 1861                          | 1                                                                                         | Rieletto nel 1850 | |
| 15                                      | 35                                      | James M. Mason (1798-1871)              | Democratico                             | 21 gennaio 1847                         | 11 luglio 1861                          | 1⁄2                                                                                       | Rieletto nel 1856 Espulso per il suo supporto alla Confederazione                                                                         | |
| 15                                      | 36                                      | James M. Mason (1798-1871)              | Democratico                             | 21 gennaio 1847                         | 11 luglio 1861                          | 1⁄2                                                                                       | Rieletto nel 1856 Espulso per il suo supporto alla Confederazione                                                                         | |
| 15                                      | 37                                      | James M. Mason (1798-1871)              | Democratico                             | 21 gennaio 1847                         | 11 luglio 1861                          | 1⁄2                                                                                       | Rieletto nel 1856 Espulso per il suo supporto alla Confederazione                                                                         | |
| Vacante                                 | Vacante                                 | Vacante                                 | Vacante                                 | 11 luglio 1861                          | 13 luglio 1861                          | 1⁄2                                                                                       | | |
| 16                                      |                                         | Waitman T. Willey (1811-1900)           | Unionista                               | 13 luglio 1861                          | 3 marzo 1863                            | 1⁄2                                                                                       | Eletto per terminare il mandato di Mason Ritiratosi                                                                                       | |
| 17                                      |                                         | Lemuel J. Bowden (1815-1864)            | Unionista                               | 3 marzo 1863                            | 2 gennaio 1864                          | 38                                                                                        | 1⁄2 | Eletto nel 1863 Deceduto |
| Vacante                                 | Vacante                                 | Vacante                                 | Vacante                                 | 2 gennaio 1864                          | 26 gennaio 1870                         | 38                                                                                        | 1⁄2 | Joseph Segar (U) presentò le sue credenziali il 17 febbraio 1865, ma non fu accettato. Guerra civile e Ricostruzione                                            |
| Vacante                                 | Vacante                                 | Vacante                                 | Vacante                                 | 2 gennaio 1864                          | 26 gennaio 1870                         | 39                                                                                        | 1⁄2 | Joseph Segar (U) presentò le sue credenziali il 17 febbraio 1865, ma non fu accettato. Guerra civile e Ricostruzione                                            |
| Vacante                                 | Vacante                                 | Vacante                                 | Vacante                                 | 2 gennaio 1864                          | 26 gennaio 1870                         | 40                                                                                        | 1⁄2 | Joseph Segar (U) presentò le sue credenziali il 17 febbraio 1865, ma non fu accettato. Guerra civile e Ricostruzione                                            |
| Vacante                                 | Vacante                                 | Vacante                                 | Vacante                                 | 2 gennaio 1864                          | 26 gennaio 1870                         | 41                                                                                        | 1⁄2 | Joseph Segar (U) presentò le sue credenziali il 17 febbraio 1865, ma non fu accettato. Guerra civile e Ricostruzione                                            |
| 18                                      |                                         | John F. Lewis (1818-1895)               | Repubblicano                            | 26 gennaio 1870                         | 3 marzo 1875                            | 41                                                                                        | 1⁄2 | Eletto per riempire la carica vacante Ritiratosi |
| 18                                      | 42                                      | John F. Lewis (1818-1895)               | Repubblicano                            | 26 gennaio 1870                         | 3 marzo 1875                            |                                                                                           | 1⁄2 | Eletto per riempire la carica vacante Ritiratosi |
| 18                                      | 43                                      | John F. Lewis (1818-1895)               | Repubblicano                            | 26 gennaio 1870                         | 3 marzo 1875                            |                                                                                           | 1⁄2 | Eletto per riempire la carica vacante Ritiratosi |
| 19                                      |                                         | Robert E. Withers (1821-1907)           | Democratico                             | 4 marzo 1875                            | 3 marzo 1881                            | 44                                                                                        | 1 | Eletto nel 1875 Perse la rielezione |
| 19                                      | 45                                      | Robert E. Withers (1821-1907)           | Democratico                             | 4 marzo 1875                            | 3 marzo 1881                            |                                                                                           | 1 | Eletto nel 1875 Perse la rielezione |
| 19                                      | 46                                      | Robert E. Withers (1821-1907)           | Democratico                             | 4 marzo 1875                            | 3 marzo 1881                            |                                                                                           | 1 | Eletto nel 1875 Perse la rielezione |
| 20                                      |                                         | William Mahone (1826-1895)              | Readjuster                              | 4 marzo 1881                            | 3 marzo 1887                            | 37                                                                                        | 1 | Eletto nel 1881 Perse la rielezione |
| 20                                      | 48                                      | William Mahone (1826-1895)              | Readjuster                              | 4 marzo 1881                            | 3 marzo 1887                            |                                                                                           | 1 | Eletto nel 1881 Perse la rielezione |
| 20                                      | 49                                      | William Mahone (1826-1895)              | Readjuster                              | 4 marzo 1881                            | 3 marzo 1887                            |                                                                                           | 1 | Eletto nel 1881 Perse la rielezione |
| 21                                      |                                         | John W. Daniel (1842-1910)              | Democratico                             | 4 marzo 1887                            | 29 giugno 1910                          | 50                                                                                        | 1 | Eletto nel 1887 |
| 21                                      | 51                                      | John W. Daniel (1842-1910)              | Democratico                             | 4 marzo 1887                            | 29 giugno 1910                          |                                                                                           | 1 | Eletto nel 1887 |
| 21                                      | 52                                      | John W. Daniel (1842-1910)              | Democratico                             | 4 marzo 1887                            | 29 giugno 1910                          |                                                                                           | 1 | Eletto nel 1887 |
| 21                                      | 53                                      | John W. Daniel (1842-1910)              | Democratico                             | 4 marzo 1887                            | 29 giugno 1910                          | 2                                                                                         | Rieletto nel 1893 | |
| 21                                      | 54                                      | John W. Daniel (1842-1910)              | Democratico                             | 4 marzo 1887                            | 29 giugno 1910                          | 2                                                                                         | Rieletto nel 1893 | |
| 21                                      | 55                                      | John W. Daniel (1842-1910)              | Democratico                             | 4 marzo 1887                            | 29 giugno 1910                          | 2                                                                                         | Rieletto nel 1893 | |
| 21                                      | 56                                      | John W. Daniel (1842-1910)              | Democratico                             | 4 marzo 1887                            | 29 giugno 1910                          | 3                                                                                         | Rieletto nel 1899 | |
| 21                                      | 57                                      | John W. Daniel (1842-1910)              | Democratico                             | 4 marzo 1887                            | 29 giugno 1910                          | 3                                                                                         | Rieletto nel 1899 | |
| 21                                      | 58                                      | John W. Daniel (1842-1910)              | Democratico                             | 4 marzo 1887                            | 29 giugno 1910                          | 3                                                                                         | Rieletto nel 1899 | |
| 21                                      | 59                                      | John W. Daniel (1842-1910)              | Democratico                             | 4 marzo 1887                            | 29 giugno 1910                          | 1⁄2                                                                                       | Rieletto nel 1904 Rieletto nel 1910, morì prima dell'inizio del mandato                                                                   | |
| 21                                      | 60                                      | John W. Daniel (1842-1910)              | Democratico                             | 4 marzo 1887                            | 29 giugno 1910                          | 1⁄2                                                                                       | Rieletto nel 1904 Rieletto nel 1910, morì prima dell'inizio del mandato                                                                   | |
| 21                                      | 61                                      | John W. Daniel (1842-1910)              | Democratico                             | 4 marzo 1887                            | 29 giugno 1910                          | 1⁄2                                                                                       | Rieletto nel 1904 Rieletto nel 1910, morì prima dell'inizio del mandato                                                                   | |
| Vacante                                 | Vacante                                 | Vacante                                 | Vacante                                 | 29 giugno 1910                          | 1º agosto 1910                          | 1⁄2                                                                                       | | |
| 22                                      |                                         | Claude A. Swanson (1862-1939)           | Democratico                             | 1º agosto 1910                          | 3 marzo 1933                            | 1⁄2                                                                                       | Nominato per terminare l'ultimo mandato di Daniel                                                                                         | |
| 22                                      | 62                                      | Claude A. Swanson (1862-1939)           | Democratico                             | 1º agosto 1910                          | 3 marzo 1933                            | 1                                                                                         | Rinominato il 28 febbraio 1911 per iniziare il successivo mandato di Daniel Eletto nel 1912 per terminare il successivo mandato di Daniel | |
| 22                                      | 63                                      | Claude A. Swanson (1862-1939)           | Democratico                             | 1º agosto 1910                          | 3 marzo 1933                            | 1                                                                                         | Rinominato il 28 febbraio 1911 per iniziare il successivo mandato di Daniel Eletto nel 1912 per terminare il successivo mandato di Daniel | |
| 22                                      | 64                                      | Claude A. Swanson (1862-1939)           | Democratico                             | 1º agosto 1910                          | 3 marzo 1933                            | 1                                                                                         | Rinominato il 28 febbraio 1911 per iniziare il successivo mandato di Daniel Eletto nel 1912 per terminare il successivo mandato di Daniel | |
| 22                                      | 65                                      | Claude A. Swanson (1862-1939)           | Democratico                             | 1º agosto 1910                          | 3 marzo 1933                            | 2                                                                                         | Rieletto nel 1916 | |
| 22                                      | 66                                      | Claude A. Swanson (1862-1939)           | Democratico                             | 1º agosto 1910                          | 3 marzo 1933                            | 2                                                                                         | Rieletto nel 1916 | |
| 22                                      | 67                                      | Claude A. Swanson (1862-1939)           | Democratico                             | 1º agosto 1910                          | 3 marzo 1933                            | 2                                                                                         | Rieletto nel 1916 | |
| 22                                      | 68                                      | Claude A. Swanson (1862-1939)           | Democratico                             | 1º agosto 1910                          | 3 marzo 1933                            | 3                                                                                         | Rieletto nel 1922 | |
| 22                                      | 69                                      | Claude A. Swanson (1862-1939)           | Democratico                             | 1º agosto 1910                          | 3 marzo 1933                            | 3                                                                                         | Rieletto nel 1922 | |
| 22                                      | 70                                      | Claude A. Swanson (1862-1939)           | Democratico                             | 1º agosto 1910                          | 3 marzo 1933                            | 3                                                                                         | Rieletto nel 1922 | |
| 22                                      | 71                                      | Claude A. Swanson (1862-1939)           | Democratico                             | 1º agosto 1910                          | 3 marzo 1933                            | 1⁄2                                                                                       | Rieletto nel 1928 Rassegnò le dimissioni per diventare Segretario alla Marina                                                             | |
| 22                                      | 72                                      | Claude A. Swanson (1862-1939)           | Democratico                             | 1º agosto 1910                          | 3 marzo 1933                            | 1⁄2                                                                                       | Rieletto nel 1928 Rassegnò le dimissioni per diventare Segretario alla Marina                                                             | |
| 23                                      |                                         | Harry F. Byrd (1887-1966)               | Democratico                             | 4 marzo 1933                            | 10 novembre 1965                        | 1⁄2                                                                                       | 73 | Nominato per continuare il mandato di Swanson Eletto nel 1933 per terminare il mandato di Swanson                                                               |
| 23                                      | 74                                      | Harry F. Byrd (1887-1966)               | Democratico                             | 4 marzo 1933                            | 10 novembre 1965                        | 1                                                                                         | Rieletto nel 1934 | |
| 23                                      | 75                                      | Harry F. Byrd (1887-1966)               | Democratico                             | 4 marzo 1933                            | 10 novembre 1965                        | 1                                                                                         | Rieletto nel 1934 | |
| 23                                      | 76                                      | Harry F. Byrd (1887-1966)               | Democratico                             | 4 marzo 1933                            | 10 novembre 1965                        | 1                                                                                         | Rieletto nel 1934 | |
| 23                                      | 77                                      | Harry F. Byrd (1887-1966)               | Democratico                             | 4 marzo 1933                            | 10 novembre 1965                        | 2                                                                                         | Rieletto nel 1940 | |
| 23                                      | 78                                      | Harry F. Byrd (1887-1966)               | Democratico                             | 4 marzo 1933                            | 10 novembre 1965                        | 2                                                                                         | Rieletto nel 1940 | |
| 23                                      | 79                                      | Harry F. Byrd (1887-1966)               | Democratico                             | 4 marzo 1933                            | 10 novembre 1965                        | 2                                                                                         | Rieletto nel 1940 | |
| 23                                      | 80                                      | Harry F. Byrd (1887-1966)               | Democratico                             | 4 marzo 1933                            | 10 novembre 1965                        | 3                                                                                         | Rieletto nel 1946 | |
| 23                                      | 81                                      | Harry F. Byrd (1887-1966)               | Democratico                             | 4 marzo 1933                            | 10 novembre 1965                        | 3                                                                                         | Rieletto nel 1946 | |
| 23                                      | 82                                      | Harry F. Byrd (1887-1966)               | Democratico                             | 4 marzo 1933                            | 10 novembre 1965                        | 3                                                                                         | Rieletto nel 1946 | |
| 23                                      | 83                                      | Harry F. Byrd (1887-1966)               | Democratico                             | 4 marzo 1933                            | 10 novembre 1965                        | 4                                                                                         | Rieletto nel 1952 | |
| 23                                      | 84                                      | Harry F. Byrd (1887-1966)               | Democratico                             | 4 marzo 1933                            | 10 novembre 1965                        | 4                                                                                         | Rieletto nel 1952 | |
| 23                                      | 85                                      | Harry F. Byrd (1887-1966)               | Democratico                             | 4 marzo 1933                            | 10 novembre 1965                        | 4                                                                                         | Rieletto nel 1952 | |
| 23                                      | 86                                      | Harry F. Byrd (1887-1966)               | Democratico                             | 4 marzo 1933                            | 10 novembre 1965                        | 3                                                                                         | Rieletto nel 1958 | |
| 23                                      | 87                                      | Harry F. Byrd (1887-1966)               | Democratico                             | 4 marzo 1933                            | 10 novembre 1965                        | 3                                                                                         | Rieletto nel 1958 | |
| 23                                      | 88                                      | Harry F. Byrd (1887-1966)               | Democratico                             | 4 marzo 1933                            | 10 novembre 1965                        | 3                                                                                         | Rieletto nel 1958 | |
| 23                                      | 89                                      | Harry F. Byrd (1887-1966)               | Democratico                             | 4 marzo 1933                            | 10 novembre 1965                        | 1⁄2                                                                                       | Rieletto nel 1964 Rassegnò le dimissioni per motivi di salute                                                                             | |
| Vacante                                 | Vacante                                 | Vacante                                 | Vacante                                 | 10 novembre 1965                        | 12 novembre 1965                        | 1⁄2                                                                                       | | |
| 24                                      | 89                                      |                                         | Harry F. Byrd Jr. (1914-2013)           | Democratico                             | 12 novembre 1965                        | 1⁄2                                                                                       | 3 gennaio 1983 | Nominato per continuare il mandato del padre Eletto nel 1966 per terminare il mandato del padre                                                                 |
| 24                                      | 90                                      |                                         | Harry F. Byrd Jr. (1914-2013)           | Democratico                             | 12 novembre 1965                        | 1⁄2                                                                                       | 3 gennaio 1983 | Nominato per continuare il mandato del padre Eletto nel 1966 per terminare il mandato del padre                                                                 |
| 24                                      | 91                                      |                                         | Harry F. Byrd Jr. (1914-2013)           | Democratico                             | 12 novembre 1965                        | 1⁄2                                                                                       | 3 gennaio 1983 | Nominato per continuare il mandato del padre Eletto nel 1966 per terminare il mandato del padre                                                                 |
| 24                                      | Indipendente                            | 92                                      | Harry F. Byrd Jr. (1914-2013)           | 1                                       | 12 novembre 1965                        | Rieletto nel 1970                                                                         | 3 gennaio 1983 | |
| 24                                      | Indipendente                            | 93                                      | Harry F. Byrd Jr. (1914-2013)           | 1                                       | 12 novembre 1965                        | Rieletto nel 1970                                                                         | 3 gennaio 1983 | |
| 24                                      | Indipendente                            | 94                                      | Harry F. Byrd Jr. (1914-2013)           | 1                                       | 12 novembre 1965                        | Rieletto nel 1970                                                                         | 3 gennaio 1983 | |
| 24                                      | Indipendente                            | 95                                      | Harry F. Byrd Jr. (1914-2013)           | 2                                       | 12 novembre 1965                        | Rieletto nel 1976 Ritiratosi                                                              | 3 gennaio 1983 | |
| 24                                      | Indipendente                            | 96                                      | Harry F. Byrd Jr. (1914-2013)           | 2                                       | 12 novembre 1965                        | Rieletto nel 1976 Ritiratosi                                                              | 3 gennaio 1983 | |
| 24                                      | Indipendente                            | 97                                      | Harry F. Byrd Jr. (1914-2013)           | 2                                       | 12 novembre 1965                        | Rieletto nel 1976 Ritiratosi                                                              | 3 gennaio 1983 | |
| 25                                      |                                         | Paul Trible (1946-)                     | Repubblicano                            | 3 gennaio 1983                          | 3 gennaio 1989                          | 98                                                                                        | 1 | Eletto nel 1982 Ritiratosi |
| 25                                      | 99                                      | Paul Trible (1946-)                     | Repubblicano                            | 3 gennaio 1983                          | 3 gennaio 1989                          |                                                                                           | 1 | Eletto nel 1982 Ritiratosi |
| 25                                      | 100                                     | Paul Trible (1946-)                     | Repubblicano                            | 3 gennaio 1983                          | 3 gennaio 1989                          |                                                                                           | 1 | Eletto nel 1982 Ritiratosi |
| 26                                      |                                         | Chuck Robb (1939-)                      | Democratico                             | 3 gennaio 1989                          | 3 gennaio 2001                          | 101                                                                                       | 1 | Eletto nel 1988 |
| 26                                      | 102                                     | Chuck Robb (1939-)                      | Democratico                             | 3 gennaio 1989                          | 3 gennaio 2001                          |                                                                                           | 1 | Eletto nel 1988 |
| 26                                      | 103                                     | Chuck Robb (1939-)                      | Democratico                             | 3 gennaio 1989                          | 3 gennaio 2001                          |                                                                                           | 1 | Eletto nel 1988 |
| 26                                      | 104                                     | Chuck Robb (1939-)                      | Democratico                             | 3 gennaio 1989                          | 3 gennaio 2001                          | 2                                                                                         | Rieletto nel 1994 Perse la rielezione | |
| 26                                      | 105                                     | Chuck Robb (1939-)                      | Democratico                             | 3 gennaio 1989                          | 3 gennaio 2001                          | 2                                                                                         | Rieletto nel 1994 Perse la rielezione | |
| 26                                      | 106                                     | Chuck Robb (1939-)                      | Democratico                             | 3 gennaio 1989                          | 3 gennaio 2001                          | 2                                                                                         | Rieletto nel 1994 Perse la rielezione | |
| 27                                      |                                         | George Allen (1952-)                    | Repubblicano                            | 3 gennaio 2001                          | 3 gennaio 2007                          | 107                                                                                       | 1 | Eletto nel 2000 Perse la rielezione |
| 27                                      | 108                                     | George Allen (1952-)                    | Repubblicano                            | 3 gennaio 2001                          | 3 gennaio 2007                          |                                                                                           | 1 | Eletto nel 2000 Perse la rielezione |
| 27                                      | 109                                     | George Allen (1952-)                    | Repubblicano                            | 3 gennaio 2001                          | 3 gennaio 2007                          |                                                                                           | 1 | Eletto nel 2000 Perse la rielezione |
| 28                                      |                                         | Jim Webb (1946-)                        | Democratico                             | 3 gennaio 2007                          | 3 gennaio 2013                          | 110                                                                                       | 1 | Eletto nel 2006 Ritiratosi |
| 28                                      | 111                                     | Jim Webb (1946-)                        | Democratico                             | 3 gennaio 2007                          | 3 gennaio 2013                          |                                                                                           | 1 | Eletto nel 2006 Ritiratosi |
| 28                                      | 112                                     | Jim Webb (1946-)                        | Democratico                             | 3 gennaio 2007                          | 3 gennaio 2013                          |                                                                                           | 1 | Eletto nel 2006 Ritiratosi |
| 29                                      |                                         | Tim Kaine (1958-)                       | Democratico                             | 3 gennaio 2013                          | in carica                               | 113                                                                                       | 1 | Eletto nel 2012 |
| 29                                      | 114                                     | Tim Kaine (1958-)                       | Democratico                             | 3 gennaio 2013                          | in carica                               |                                                                                           | 1 | Eletto nel 2012 |
| 29                                      | 115                                     | Tim Kaine (1958-)                       | Democratico                             | 3 gennaio 2013                          | in carica                               |                                                                                           | 1 | Eletto nel 2012 |
| 29                                      | 116                                     | Tim Kaine (1958-)                       | Democratico                             | 3 gennaio 2013                          | in carica                               | 2                                                                                         | Eletto nel 2018 | |
| 29                                      | 117                                     | Tim Kaine (1958-)                       | Democratico                             | 3 gennaio 2013                          | in carica                               | 2                                                                                         | Eletto nel 2018 | |
| 29                                      | 118                                     | Tim Kaine (1958-)                       | Democratico                             | 3 gennaio 2013                          | in carica                               | 2                                                                                         | Eletto nel 2018 | |
| Da determinarsi nelle elezioni del 2024 | Da determinarsi nelle elezioni del 2024 | Da determinarsi nelle elezioni del 2024 | Da determinarsi nelle elezioni del 2024 | Da determinarsi nelle elezioni del 2024 | Da determinarsi nelle elezioni del 2024 | 119                                                                                       | | |
| Da determinarsi nelle elezioni del 2024 | Da determinarsi nelle elezioni del 2024 | Da determinarsi nelle elezioni del 2024 | Da determinarsi nelle elezioni del 2024 | Da determinarsi nelle elezioni del 2024 | Da determinarsi nelle elezioni del 2024 | 120                                                                                       | | |
| Da determinarsi nelle elezioni del 2024 | Da determinarsi nelle elezioni del 2024 | Da determinarsi nelle elezioni del 2024 | Da determinarsi nelle elezioni del 2024 | Da determinarsi nelle elezioni del 2024 | Da determinarsi nelle elezioni del 2024 | 121                                                                                       | | |

### Classe 2
| N.      | Foto                                     | Senatore                                 | Partito                                  | Carica                                   | Carica                                   | Congresso | Mandato                                                                                               | Storia elettorale |
| N.      | Foto                                     | Senatore                                 | Partito                                  | Inizio                                   | Termine                                  | Congresso | Mandato                                                                                               | Storia elettorale |
| ------- | ---------------------------------------- | ---------------------------------------- | ---------------------------------------- | ---------------------------------------- | ---------------------------------------- | --- | --- | --- |
| 1       |                                          | Richard H. Lee (1732-1794)               | Anti-Amministrazione                     | 4 marzo 1789                             | 8 ottobre 1792                           | 1 | 1⁄2                                                                                                   | Eletto nel 1788 Rassegnò le dimissioni                                                                                        |
| 1       | 2                                        | Richard H. Lee (1732-1794)               | Anti-Amministrazione                     | 4 marzo 1789                             | 8 ottobre 1792                           | | 1⁄2                                                                                                   | Eletto nel 1788 Rassegnò le dimissioni                                                                                        |
| Vacante | Vacante                                  | Vacante                                  | Vacante                                  | 8 ottobre 1792                           | 18 ottobre 1792                          | | 1⁄2                                                                                                   | |
| 2       |                                          | John Taylor of Caroline (1753-1824)      | Anti-Amministrazione                     | 18 ottobre 1792                          | 11 maggio 1794                           | Eletto per terminare il mandato di Lee | 1⁄2                                                                                                   | |
| 2       | 3                                        | John Taylor of Caroline (1753-1824)      | Anti-Amministrazione                     | 18 ottobre 1792                          | 11 maggio 1794                           | 1⁄2 | Rieletto nel 1793 Rassegnò le dimissioni                                                              | |
| Vacante | Vacante                                  | Vacante                                  | Vacante                                  | 11 maggio 1794                           | 29 dicembre 1794                         | 1⁄2 | | |
| 3       | 3                                        |                                          | Henry Tazewell (1753-1799)               | Anti-Amministrazione                     | 29 dicembre 1794                         | 1⁄2 | 24 gennaio 1799                                                                                       | Eletto per terminare il mandato di Taylor Rieletto nel 1798, morì prima dell'inizio del mandato                               |
| 3       | Democratico- Repubblicano                | 4                                        | Henry Tazewell (1753-1799)               |                                          | 29 dicembre 1794                         | 1⁄2 | 24 gennaio 1799                                                                                       | Eletto per terminare il mandato di Taylor Rieletto nel 1798, morì prima dell'inizio del mandato                               |
| 3       | Democratico- Repubblicano                | 5                                        | Henry Tazewell (1753-1799)               |                                          | 29 dicembre 1794                         | 1⁄2 | 24 gennaio 1799                                                                                       | Eletto per terminare il mandato di Taylor Rieletto nel 1798, morì prima dell'inizio del mandato                               |
| Vacante | Vacante                                  | Vacante                                  | Vacante                                  | 24 gennaio 1799                          | 5 dicembre 1799                          | 1⁄2 | | |
| Vacante | Vacante                                  | Vacante                                  | Vacante                                  | 24 gennaio 1799                          | 5 dicembre 1799                          | 6 | 1⁄2                                                                                                   | |
| 4       |                                          | Wilson C. Nicholas (1761-1820)           | Democratico- Repubblicano                | 5 dicembre 1799                          | 22 maggio 1804                           | 6 | 1⁄2                                                                                                   | Eletto per terminare il mandato di Tazewell Rassegnò le dimissioni per diventare collector del porto di Norfolk               |
| 4       | 7                                        | Wilson C. Nicholas (1761-1820)           | Democratico- Repubblicano                | 5 dicembre 1799                          | 22 maggio 1804                           | | 1⁄2                                                                                                   | Eletto per terminare il mandato di Tazewell Rassegnò le dimissioni per diventare collector del porto di Norfolk               |
| 4       | 8                                        | Wilson C. Nicholas (1761-1820)           | Democratico- Repubblicano                | 5 dicembre 1799                          | 22 maggio 1804                           | | 1⁄2                                                                                                   | Eletto per terminare il mandato di Tazewell Rassegnò le dimissioni per diventare collector del porto di Norfolk               |
| Vacante | Vacante                                  | Vacante                                  | Vacante                                  | 22 maggio 1804                           | 11 agosto 1804                           | | 1⁄2                                                                                                   | |
| 5       |                                          | Andrew Moore (1752-1821)                 | Democratico- Repubblicano                | 11 agosto 1804                           | 3 dicembre 1804                          | Nominato per continuare il mandato di Nicholas Rassegnò le dimissioni quando venne eletto per terminare il mandato del senatore di classe 1 Abraham B. Venable. | 1⁄2                                                                                                   | |
| 6       |                                          | William B. Giles (1762-1830)             | Democratico- Repubblicano                | 3 dicembre 1804                          | 3 marzo 1815                             | Eletto per terminare il mandato di Nicholas | 1⁄2                                                                                                   | |
| 6       | 9                                        | William B. Giles (1762-1830)             | Democratico- Repubblicano                | 3 dicembre 1804                          | 3 marzo 1815                             | 1 | Rieletto nel 1804                                                                                     | |
| 6       | 10                                       | William B. Giles (1762-1830)             | Democratico- Repubblicano                | 3 dicembre 1804                          | 3 marzo 1815                             | 1 | Rieletto nel 1804                                                                                     | |
| 6       | 11                                       | William B. Giles (1762-1830)             | Democratico- Repubblicano                | 3 dicembre 1804                          | 3 marzo 1815                             | 1 | Rieletto nel 1804                                                                                     | |
| 6       | 12                                       | William B. Giles (1762-1830)             | Democratico- Repubblicano                | 3 dicembre 1804                          | 3 marzo 1815                             | 1⁄2 | Rieletto nel 1811 Rassegnò le dimissioni                                                              | |
| 6       | 13                                       | William B. Giles (1762-1830)             | Democratico- Repubblicano                | 3 dicembre 1804                          | 3 marzo 1815                             | 1⁄2 | Rieletto nel 1811 Rassegnò le dimissioni                                                              | |
| Vacante | Vacante                                  | Vacante                                  | Vacante                                  | 4 marzo 1815                             | 3 gennaio 1816                           | 1⁄2 | 14 | John Eppes (DR) venne eletto il 7 dicembre 1815, ma si rifiutò di ricoprire l'incarico                                        |
| 7       |                                          | Armistead T. Mason (1787-1819)           | Democratico- Repubblicano                | 3 gennaio 1816                           | 3 marzo 1817                             | 1⁄2 | 14 | Eletto per terminare il mandato di Giles Perse la rielezione                                                                  |
| 8       |                                          | John Eppes (1773-1823)                   | Democratico- Repubblicano                | 4 marzo 1817                             | 4 dicembre 1819                          | 15 | 1⁄2                                                                                                   | Eletto nel 1816 Rassegnò le dimissioni per motivi di salute                                                                   |
| 8       | 16                                       | John Eppes (1773-1823)                   | Democratico- Repubblicano                | 4 marzo 1817                             | 4 dicembre 1819                          | | 1⁄2                                                                                                   | Eletto nel 1816 Rassegnò le dimissioni per motivi di salute                                                                   |
| Vacante | Vacante                                  | Vacante                                  | Vacante                                  | 4 dicembre 1819                          | 14 dicembre 1819                         | | 1⁄2                                                                                                   | |
| 9       |                                          | James Pleasants (1769-1836)              | Democratico- Repubblicano                | 14 dicembre 1819                         | 15 dicembre 1822                         | Eletto il 10 dicembre 1819 per terminare il mandato di Eppes e qualified il 14 dicembre 1819 Rassegnò le dimissioni                                             | 1⁄2                                                                                                   | |
| 9       | 17                                       | James Pleasants (1769-1836)              | Democratico- Repubblicano                | 14 dicembre 1819                         | 15 dicembre 1822                         | Eletto il 10 dicembre 1819 per terminare il mandato di Eppes e qualified il 14 dicembre 1819 Rassegnò le dimissioni                                             | 1⁄2                                                                                                   | |
| Vacante | Vacante                                  | Vacante                                  | Vacante                                  | 15 dicembre 1822                         | 18 dicembre 1822                         | | 1⁄2                                                                                                   | |
| 10      |                                          | John Taylor of Caroline (1753-1824)      | Democratico- Repubblicano                | 18 dicembre 1822                         | 21 agosto 1824                           | Eletto per terminare il mandato di Pleasants | 1⁄2                                                                                                   | |
| 10      | Crawford Repubblicano                    | John Taylor of Caroline (1753-1824)      | 18                                       | 18 dicembre 1822                         | 21 agosto 1824                           | 1⁄2 | Rieletto nel 1823 Deceduto                                                                            | |
| Vacante | Vacante                                  | Vacante                                  | Vacante                                  | 21 agosto 1824                           | 7 dicembre 1824                          | 1⁄2 | | |
| 11      |                                          | Littleton Tazewell (1774-1860)           | 18                                       | Jackson Repubblicano                     | 7 dicembre 1824                          | 1⁄2 | 16 luglio 1832                                                                                        | Eletto per terminare il mandato di Taylor                                                                                     |
| 11      | Jacksoniano                              | Littleton Tazewell (1774-1860)           | 19                                       |                                          | 7 dicembre 1824                          | 1⁄2 | 16 luglio 1832                                                                                        | Eletto per terminare il mandato di Taylor                                                                                     |
| 11      | Jacksoniano                              | Littleton Tazewell (1774-1860)           | 20                                       |                                          | 7 dicembre 1824                          | 1⁄2 | 16 luglio 1832                                                                                        | Eletto per terminare il mandato di Taylor                                                                                     |
| 11      | Jacksoniano                              | Littleton Tazewell (1774-1860)           | 21                                       | 1⁄2                                      | 7 dicembre 1824                          | Rieletto nel 1829 Rassegnò le dimissioni | 16 luglio 1832                                                                                        | |
| 11      | Jacksoniano                              | Littleton Tazewell (1774-1860)           | 22                                       | 1⁄2                                      | 7 dicembre 1824                          | Rieletto nel 1829 Rassegnò le dimissioni | 16 luglio 1832                                                                                        | |
| Vacante | Vacante                                  | Vacante                                  | Vacante                                  | 1⁄2                                      | 16 luglio 1832                           | 10 dicembre 1832 | | |
| 12      |                                          | William C. Rives (1793-1868)             | Jacksoniano                              | 1⁄2                                      | 10 dicembre 1832                         | 22 febbraio 1834 | Eletto per terminare il mandato di Tazewell Rassegnò le dimissioni                                    | |
| 12      | 23                                       | William C. Rives (1793-1868)             | Jacksoniano                              | 1⁄2                                      | 10 dicembre 1832                         | 22 febbraio 1834 | Eletto per terminare il mandato di Tazewell Rassegnò le dimissioni                                    | |
| Vacante | Vacante                                  | Vacante                                  | Vacante                                  | 1⁄2                                      | 22 febbraio 1834                         | 26 febbraio 1834 | | |
| 13      |                                          | Benjamin W. Leigh (1781-1849)            | Anti-Jacksoniano                         | 1⁄2                                      | 26 febbraio 1834                         | 4 luglio 1836 | Eletto per terminare il mandato di Rives                                                              | |
| 13      | 24                                       | Benjamin W. Leigh (1781-1849)            | Anti-Jacksoniano                         | 1⁄2                                      | 26 febbraio 1834                         | 4 luglio 1836 | Rieletto nel 1835 Rassegnò le dimissioni                                                              | |
| Vacante | Vacante                                  | Vacante                                  | Vacante                                  | 1⁄2                                      | 4 luglio 1836                            | 12 dicembre 1836 | | |
| 14      | 24                                       |                                          | Richard E. Parker (1783-1840)            | 1⁄2                                      | Jacksoniano                              | 12 dicembre 1836 | 13 marzo 1837                                                                                         | Eletto per terminare il mandato di Leigh Rassegnò le dimissioni per diventare giudice della Virginia Supreme Court of Appeals |
| 14      | Democratico                              | 25                                       | Richard E. Parker (1783-1840)            | 1⁄2                                      |                                          | 12 dicembre 1836 | 13 marzo 1837                                                                                         | Eletto per terminare il mandato di Leigh Rassegnò le dimissioni per diventare giudice della Virginia Supreme Court of Appeals |
| 15      |                                          | 25                                       | William H. Roane (1787-1845)             | 1⁄2                                      | Democratico                              | 14 marzo 1837 | 3 marzo 1841                                                                                          | Eletto per terminare il mandato di Parker Perse la rielezione                                                                 |
| 15      | 26                                       |                                          | William H. Roane (1787-1845)             | 1⁄2                                      | Democratico                              | 14 marzo 1837 | 3 marzo 1841                                                                                          | Eletto per terminare il mandato di Parker Perse la rielezione                                                                 |
| 16      |                                          | William S. Archer (1789-1855)            | Whig                                     | 4 marzo 1841                             | 3 marzo 1847                             | 27 | 1 | Eletto nel 1840 Ha perso la rielezione                                                                                        |
| 16      | 28                                       | William S. Archer (1789-1855)            | Whig                                     | 4 marzo 1841                             | 3 marzo 1847                             | | 1 | Eletto nel 1840 Ha perso la rielezione                                                                                        |
| 16      | 29                                       | William S. Archer (1789-1855)            | Whig                                     | 4 marzo 1841                             | 3 marzo 1847                             | | 1 | Eletto nel 1840 Ha perso la rielezione                                                                                        |
| 17      |                                          | Robert M. T. Hunter (1809-1887)          | Democratico                              | 4 marzo 1847                             | 4 marzo 1861                             | 30 | 1 | Eletto nel 1846 |
| 17      | 31                                       | Robert M. T. Hunter (1809-1887)          | Democratico                              | 4 marzo 1847                             | 4 marzo 1861                             | | 1 | Eletto nel 1846 |
| 17      | 32                                       | Robert M. T. Hunter (1809-1887)          | Democratico                              | 4 marzo 1847                             | 4 marzo 1861                             | | 1 | Eletto nel 1846 |
| 17      | 33                                       | Robert M. T. Hunter (1809-1887)          | Democratico                              | 4 marzo 1847                             | 4 marzo 1861                             | 2 | Rieletto nel 1852                                                                                     | |
| 17      | 34                                       | Robert M. T. Hunter (1809-1887)          | Democratico                              | 4 marzo 1847                             | 4 marzo 1861                             | 2 | Rieletto nel 1852                                                                                     | |
| 17      | 35                                       | Robert M. T. Hunter (1809-1887)          | Democratico                              | 4 marzo 1847                             | 4 marzo 1861                             | 2 | Rieletto nel 1852                                                                                     | |
| 17      | 36                                       | Robert M. T. Hunter (1809-1887)          | Democratico                              | 4 marzo 1847                             | 4 marzo 1861                             | 1/2 | Rieletto nel 1858 Espulso per il suo supporto alla confederazione                                     | |
| 17      | 37                                       | Robert M. T. Hunter (1809-1887)          | Democratico                              | 4 marzo 1847                             | 4 marzo 1861                             | 1/2 | Rieletto nel 1858 Espulso per il suo supporto alla confederazione                                     | |
|         | Vacante                                  | Vacante                                  | Vacante                                  | 11 luglio 1861                           | 13 luglio 1861                           | 1/2 | | |
| 18      |                                          | John S. Carlile (1817-1878)              | Unionista                                | 13 luglio 1861                           | 3 marzo 1865                             | 1/2 | Eletto per terminare il mandato                                                                       | |
| 18      | 38                                       | John S. Carlile (1817-1878)              | Unionista                                | 13 luglio 1861                           | 3 marzo 1865                             | 1/2 | Eletto per terminare il mandato                                                                       | |
|         | Vacante                                  | Vacante                                  | Vacante                                  | 4 marzo 1865                             | 26 gennaio 1870                          | 39 | 1/2                                                                                                   | John Underwood (U) presentò le sue credenziali ma non fu accettato Guerra civile e Ricostruzione                              |
| 40      | Vacante                                  | Vacante                                  | Vacante                                  | 4 marzo 1865                             | 26 gennaio 1870                          | | 1/2                                                                                                   | John Underwood (U) presentò le sue credenziali ma non fu accettato Guerra civile e Ricostruzione                              |
| 41      | Vacante                                  | Vacante                                  | Vacante                                  | 4 marzo 1865                             | 26 gennaio 1870                          | | 1/2                                                                                                   | John Underwood (U) presentò le sue credenziali ma non fu accettato Guerra civile e Ricostruzione                              |
| 19      |                                          | John W. Johnston (1718-1889)             | Democratico                              | 26 gennaio 1870                          | 3 marzo 1883                             | Eletto per terminare il amndato | 1/2                                                                                                   | |
| 19      | 42                                       | John W. Johnston (1718-1889)             | Democratico                              | 26 gennaio 1870                          | 3 marzo 1883                             | 1 | Rieletto nel 1871                                                                                     | |
| 19      | 43                                       | John W. Johnston (1718-1889)             | Democratico                              | 26 gennaio 1870                          | 3 marzo 1883                             | 1 | Rieletto nel 1871                                                                                     | |
| 19      | 44                                       | John W. Johnston (1718-1889)             | Democratico                              | 26 gennaio 1870                          | 3 marzo 1883                             | 1 | Rieletto nel 1871                                                                                     | |
| 19      | 45                                       | John W. Johnston (1718-1889)             | Democratico                              | 26 gennaio 1870                          | 3 marzo 1883                             | 2 | Rieletto nel 1877 Ha perso la rielezione                                                              | |
| 19      | 46                                       | John W. Johnston (1718-1889)             | Democratico                              | 26 gennaio 1870                          | 3 marzo 1883                             | 2 | Rieletto nel 1877 Ha perso la rielezione                                                              | |
| 19      | 47                                       | John W. Johnston (1718-1889)             | Democratico                              | 26 gennaio 1870                          | 3 marzo 1883                             | 2 | Rieletto nel 1877 Ha perso la rielezione                                                              | |
| 20      |                                          | Harrison H. Riddleberg (1843-1890)       | Readjuster                               | 4 marzo 1883                             | 3 marzo 1889                             | 48 | 1 | Eletto nel 1881 Ritiratosi |
| 20      | 49                                       | Harrison H. Riddleberg (1843-1890)       | Readjuster                               | 4 marzo 1883                             | 3 marzo 1889                             | | 1 | Eletto nel 1881 Ritiratosi |
| 20      | 50                                       | Harrison H. Riddleberg (1843-1890)       | Readjuster                               | 4 marzo 1883                             | 3 marzo 1889                             | | 1 | Eletto nel 1881 Ritiratosi |
| 21      |                                          | John S. Barbour Jr. (1820-1892)          | Democratico                              | 4 marzo 1889                             | 14 maggio 1892                           | 51 | 1/2                                                                                                   | Eletto nel 1887 Deceduto |
| 21      | 52                                       | John S. Barbour Jr. (1820-1892)          | Democratico                              | 4 marzo 1889                             | 14 maggio 1892                           | | 1/2                                                                                                   | Eletto nel 1887 Deceduto |
|         | Vacante                                  | Vacante                                  | Vacante                                  | 14 maggio 1992                           | 28 maggio 1992                           | | 1/2                                                                                                   | |
| 22      |                                          | Eppa Hunton (1822-1908)                  | Democratico                              | 28 maggio 1992                           | 4 marzo 1895                             | Eletto per terminare il mandato Ritiratosi | 1/2                                                                                                   | |
| 22      | 53                                       | Eppa Hunton (1822-1908)                  | Democratico                              | 28 maggio 1992                           | 4 marzo 1895                             | Eletto per terminare il mandato Ritiratosi | 1/2                                                                                                   | |
| 23      |                                          | Thomas S. Martin (1847-1919)             | Democratico                              | 4 marzo 1895                             | 12 novembre 1919                         | 54 | 1 | Eletto anticipatamente nel 1893                                                                                               |
| 23      | 55                                       | Thomas S. Martin (1847-1919)             | Democratico                              | 4 marzo 1895                             | 12 novembre 1919                         | | 1 | Eletto anticipatamente nel 1893                                                                                               |
| 23      | 56                                       | Thomas S. Martin (1847-1919)             | Democratico                              | 4 marzo 1895                             | 12 novembre 1919                         | | 1 | Eletto anticipatamente nel 1893                                                                                               |
| 23      | 57                                       | Thomas S. Martin (1847-1919)             | Democratico                              | 4 marzo 1895                             | 12 novembre 1919                         | 2 | Rieletto anticipatamente nel 1899                                                                     | |
| 23      | 58                                       | Thomas S. Martin (1847-1919)             | Democratico                              | 4 marzo 1895                             | 12 novembre 1919                         | 2 | Rieletto anticipatamente nel 1899                                                                     | |
| 23      | 59                                       | Thomas S. Martin (1847-1919)             | Democratico                              | 4 marzo 1895                             | 12 novembre 1919                         | 2 | Rieletto anticipatamente nel 1899                                                                     | |
| 23      | 60                                       | Thomas S. Martin (1847-1919)             | Democratico                              | 4 marzo 1895                             | 12 novembre 1919                         | 3 | Rieletto nel 1906                                                                                     | |
| 23      | 61                                       | Thomas S. Martin (1847-1919)             | Democratico                              | 4 marzo 1895                             | 12 novembre 1919                         | 3 | Rieletto nel 1906                                                                                     | |
| 23      | 62                                       | Thomas S. Martin (1847-1919)             | Democratico                              | 4 marzo 1895                             | 12 novembre 1919                         | 3 | Rieletto nel 1906                                                                                     | |
| 23      | 63                                       | Thomas S. Martin (1847-1919)             | Democratico                              | 4 marzo 1895                             | 12 novembre 1919                         | 4 | Rieletto nel 1912                                                                                     | |
| 23      | 64                                       | Thomas S. Martin (1847-1919)             | Democratico                              | 4 marzo 1895                             | 12 novembre 1919                         | 4 | Rieletto nel 1912                                                                                     | |
| 23      | 65                                       | Thomas S. Martin (1847-1919)             | Democratico                              | 4 marzo 1895                             | 12 novembre 1919                         | 4 | Rieletto nel 1912                                                                                     | |
| 23      | 66                                       | Thomas S. Martin (1847-1919)             | Democratico                              | 4 marzo 1895                             | 12 novembre 1919                         | 1/2 | Rieletto nel 1918 Deceduto                                                                            | |
|         | 66                                       | Vacante                                  | Vacante                                  | Vacante                                  | 12 novembre 1919                         | 1/2 | 2 febbraio 1920                                                                                       | |
| 24      | 66                                       |                                          | Carter Glass (1858-1946)                 | Democratico                              | 2 febbraio 1920                          | 1/2 | 28 maggio 1946                                                                                        | Nominato per continuare il mandato Successivamente eletto per continuare il manato                                            |
| 24      | 67                                       |                                          | Carter Glass (1858-1946)                 | Democratico                              | 2 febbraio 1920                          | 1/2 | 28 maggio 1946                                                                                        | Nominato per continuare il mandato Successivamente eletto per continuare il manato                                            |
| 24      | 68                                       |                                          | Carter Glass (1858-1946)                 | Democratico                              | 2 febbraio 1920                          | 1/2 | 28 maggio 1946                                                                                        | Nominato per continuare il mandato Successivamente eletto per continuare il manato                                            |
| 24      | 69                                       | 1                                        | Carter Glass (1858-1946)                 | Democratico                              | 2 febbraio 1920                          | Rieletto nel 1924 | 28 maggio 1946                                                                                        | |
| 24      | 70                                       | 1                                        | Carter Glass (1858-1946)                 | Democratico                              | 2 febbraio 1920                          | Rieletto nel 1924 | 28 maggio 1946                                                                                        | |
| 24      | 71                                       | 1                                        | Carter Glass (1858-1946)                 | Democratico                              | 2 febbraio 1920                          | Rieletto nel 1924 | 28 maggio 1946                                                                                        | |
| 24      | 72                                       | 2                                        | Carter Glass (1858-1946)                 | Democratico                              | 2 febbraio 1920                          | Rieletto nel 1930 | 28 maggio 1946                                                                                        | |
| 24      | 73                                       | 2                                        | Carter Glass (1858-1946)                 | Democratico                              | 2 febbraio 1920                          | Rieletto nel 1930 | 28 maggio 1946                                                                                        | |
| 24      | 74                                       | 2                                        | Carter Glass (1858-1946)                 | Democratico                              | 2 febbraio 1920                          | Rieletto nel 1930 | 28 maggio 1946                                                                                        | |
| 24      | 75                                       | 3                                        | Carter Glass (1858-1946)                 | Democratico                              | 2 febbraio 1920                          | Rieletto nel 1936 | 28 maggio 1946                                                                                        | |
| 24      | 76                                       | 3                                        | Carter Glass (1858-1946)                 | Democratico                              | 2 febbraio 1920                          | Rieletto nel 1936 | 28 maggio 1946                                                                                        | |
| 24      | 77                                       | 3                                        | Carter Glass (1858-1946)                 | Democratico                              | 2 febbraio 1920                          | Rieletto nel 1936 | 28 maggio 1946                                                                                        | |
| 24      | 78                                       | 1/2                                      | Carter Glass (1858-1946)                 | Democratico                              | 2 febbraio 1920                          | Rieletto nel 1942 Deceduto | 28 maggio 1946                                                                                        | |
| 24      | 79                                       | 1/2                                      | Carter Glass (1858-1946)                 | Democratico                              | 2 febbraio 1920                          | Rieletto nel 1942 Deceduto | 28 maggio 1946                                                                                        | |
|         | Vacante                                  | Vacante                                  | Vacante                                  | 28 maggio 1946                           | 31 maggio 1946                           | | | |
| 25      |                                          | 1/2                                      | Thomas G. Burch (1869-1951)              | Democratico                              | 31 maggio 1946                           | 5 novembre 1946 | Nominato per continuare il mandato Ritiratosi                                                         | |
| 26      |                                          | 1/2                                      | A. Willis Robertson (1887-1971)          | Democratico                              | 5 novembre 1946                          | 30 dicembre 1962 | Eletto per terminare il mandato                                                                       | |
| 26      | 80                                       | 1/2                                      | A. Willis Robertson (1887-1971)          | Democratico                              | 5 novembre 1946                          | 30 dicembre 1962 | Eletto per terminare il mandato                                                                       | |
| 26      | 81                                       | 1                                        | A. Willis Robertson (1887-1971)          | Democratico                              | 5 novembre 1946                          | 30 dicembre 1962 | Rieletto nel 1948                                                                                     | |
| 26      | 82                                       | 1                                        | A. Willis Robertson (1887-1971)          | Democratico                              | 5 novembre 1946                          | 30 dicembre 1962 | Rieletto nel 1948                                                                                     | |
| 26      | 83                                       | 1                                        | A. Willis Robertson (1887-1971)          | Democratico                              | 5 novembre 1946                          | 30 dicembre 1962 | Rieletto nel 1948                                                                                     | |
| 26      | 84                                       | 2                                        | A. Willis Robertson (1887-1971)          | Democratico                              | 5 novembre 1946                          | 30 dicembre 1962 | Rieletto nel 1954                                                                                     | |
| 26      | 85                                       | 2                                        | A. Willis Robertson (1887-1971)          | Democratico                              | 5 novembre 1946                          | 30 dicembre 1962 | Rieletto nel 1954                                                                                     | |
| 26      | 86                                       | 2                                        | A. Willis Robertson (1887-1971)          | Democratico                              | 5 novembre 1946                          | 30 dicembre 1962 | Rieletto nel 1954                                                                                     | |
| 26      | 87                                       | 3                                        | A. Willis Robertson (1887-1971)          | Democratico                              | 5 novembre 1946                          | 30 dicembre 1962 | Rieletto nel 1960 Ha perso la rinomina Dimessosi per dare al successore una preferenza nell'anzianità | |
| 26      | 88                                       | 3                                        | A. Willis Robertson (1887-1971)          | Democratico                              | 5 novembre 1946                          | 30 dicembre 1962 | Rieletto nel 1960 Ha perso la rinomina Dimessosi per dare al successore una preferenza nell'anzianità | |
| 26      | 89                                       | 3                                        | A. Willis Robertson (1887-1971)          | Democratico                              | 5 novembre 1946                          | 30 dicembre 1962 | Rieletto nel 1960 Ha perso la rinomina Dimessosi per dare al successore una preferenza nell'anzianità | |
| 27      |                                          | 3                                        | William B. Spong Jr. (1920-1997)         | Democratico                              | 31 dicembre 1962                         | 3 gennaio 1973 | Nominato su avendo già vinto le elezioni                                                              | |
| 27      | 90                                       | 1                                        | William B. Spong Jr. (1920-1997)         | Democratico                              | 31 dicembre 1962                         | 3 gennaio 1973 | Eletto nel 1966 Ha perso la rielezione                                                                | |
| 27      | 91                                       | 1                                        | William B. Spong Jr. (1920-1997)         | Democratico                              | 31 dicembre 1962                         | 3 gennaio 1973 | Eletto nel 1966 Ha perso la rielezione                                                                | |
| 27      | 92                                       | 1                                        | William B. Spong Jr. (1920-1997)         | Democratico                              | 31 dicembre 1962                         | 3 gennaio 1973 | Eletto nel 1966 Ha perso la rielezione                                                                | |
| 28      |                                          | William L. Scott (1915-1997)             | Repubblicano                             | 3 gennaio 1973                           | 1 gennaio 1979                           | 93 | 1 | Eletto nel 1972 Dimessosi per dare al successore una preferenza nell'anzianità                                                |
| 28      | 94                                       | William L. Scott (1915-1997)             | Repubblicano                             | 3 gennaio 1973                           | 1 gennaio 1979                           | | 1 | Eletto nel 1972 Dimessosi per dare al successore una preferenza nell'anzianità                                                |
| 28      | 95                                       | William L. Scott (1915-1997)             | Repubblicano                             | 3 gennaio 1973                           | 1 gennaio 1979                           | | 1 | Eletto nel 1972 Dimessosi per dare al successore una preferenza nell'anzianità                                                |
| 29      |                                          | John W. Warner (1927-2021)               | Repubblicano                             | 2 gennaio 1979                           | 3 gennaio 2009                           | Nominato avendo già vinto le elezioni | 1 | |
| 29      | 96                                       | John W. Warner (1927-2021)               | Repubblicano                             | 2 gennaio 1979                           | 3 gennaio 2009                           | 1 | Eletto nel 1978                                                                                       | |
| 29      | 97                                       | John W. Warner (1927-2021)               | Repubblicano                             | 2 gennaio 1979                           | 3 gennaio 2009                           | 1 | Eletto nel 1978                                                                                       | |
| 29      | 98                                       | John W. Warner (1927-2021)               | Repubblicano                             | 2 gennaio 1979                           | 3 gennaio 2009                           | 1 | Eletto nel 1978                                                                                       | |
| 29      | 99                                       | John W. Warner (1927-2021)               | Repubblicano                             | 2 gennaio 1979                           | 3 gennaio 2009                           | 2 | Rieletto nel 1984                                                                                     | |
| 29      | 100                                      | John W. Warner (1927-2021)               | Repubblicano                             | 2 gennaio 1979                           | 3 gennaio 2009                           | 2 | Rieletto nel 1984                                                                                     | |
| 29      | 101                                      | John W. Warner (1927-2021)               | Repubblicano                             | 2 gennaio 1979                           | 3 gennaio 2009                           | 2 | Rieletto nel 1984                                                                                     | |
| 29      | 102                                      | John W. Warner (1927-2021)               | Repubblicano                             | 2 gennaio 1979                           | 3 gennaio 2009                           | 3 | Rieletto nel 1990                                                                                     | |
| 29      | 103                                      | John W. Warner (1927-2021)               | Repubblicano                             | 2 gennaio 1979                           | 3 gennaio 2009                           | 3 | Rieletto nel 1990                                                                                     | |
| 29      | 104                                      | John W. Warner (1927-2021)               | Repubblicano                             | 2 gennaio 1979                           | 3 gennaio 2009                           | 3 | Rieletto nel 1990                                                                                     | |
| 29      | 105                                      | John W. Warner (1927-2021)               | Repubblicano                             | 2 gennaio 1979                           | 3 gennaio 2009                           | 4 | Rieletto nel 1996                                                                                     | |
| 29      | 106                                      | John W. Warner (1927-2021)               | Repubblicano                             | 2 gennaio 1979                           | 3 gennaio 2009                           | 4 | Rieletto nel 1996                                                                                     | |
| 29      | 107                                      | John W. Warner (1927-2021)               | Repubblicano                             | 2 gennaio 1979                           | 3 gennaio 2009                           | 4 | Rieletto nel 1996                                                                                     | |
| 29      | 108                                      | John W. Warner (1927-2021)               | Repubblicano                             | 2 gennaio 1979                           | 3 gennaio 2009                           | 5 | Rieletto nel 2002 Ritiratosi                                                                          | |
| 29      | 109                                      | John W. Warner (1927-2021)               | Repubblicano                             | 2 gennaio 1979                           | 3 gennaio 2009                           | 5 | Rieletto nel 2002 Ritiratosi                                                                          | |
| 29      | 110                                      | John W. Warner (1927-2021)               | Repubblicano                             | 2 gennaio 1979                           | 3 gennaio 2009                           | 5 | Rieletto nel 2002 Ritiratosi                                                                          | |
| 30      |                                          | Mark Warner (1954-)                      | Democratico                              | 3 gennaio 2009                           | In carica                                | 111 | 1 | Rieletto nel 2008 |
| 30      | 112                                      | Mark Warner (1954-)                      | Democratico                              | 3 gennaio 2009                           | In carica                                | | 1 | Rieletto nel 2008 |
| 30      | 113                                      | Mark Warner (1954-)                      | Democratico                              | 3 gennaio 2009                           | In carica                                | | 1 | Rieletto nel 2008 |
| 30      | 114                                      | Mark Warner (1954-)                      | Democratico                              | 3 gennaio 2009                           | In carica                                | 2 | Rieletto nel 2014                                                                                     | |
| 30      | 115                                      | Mark Warner (1954-)                      | Democratico                              | 3 gennaio 2009                           | In carica                                | 2 | Rieletto nel 2014                                                                                     | |
| 30      | 116                                      | Mark Warner (1954-)                      | Democratico                              | 3 gennaio 2009                           | In carica                                | 2 | Rieletto nel 2014                                                                                     | |
| 30      | 117                                      | Mark Warner (1954-)                      | Democratico                              | 3 gennaio 2009                           | In carica                                | 3 | Rieletto nel 2020                                                                                     | |
| 30      | 118                                      | Mark Warner (1954-)                      | Democratico                              | 3 gennaio 2009                           | In carica                                | 3 | Rieletto nel 2020                                                                                     | |
| 30      | 119                                      | Mark Warner (1954-)                      | Democratico                              | 3 gennaio 2009                           | In carica                                | 3 | Rieletto nel 2020                                                                                     | |
|         | Da determinarsi con le elezioni del 2026 | Da determinarsi con le elezioni del 2026 | Da determinarsi con le elezioni del 2026 | Da determinarsi con le elezioni del 2026 | Da determinarsi con le elezioni del 2026 | 120 | | |
| 121     | Da determinarsi con le elezioni del 2026 | Da determinarsi con le elezioni del 2026 | Da determinarsi con le elezioni del 2026 | Da determinarsi con le elezioni del 2026 | Da determinarsi con le elezioni del 2026 | | | |
| 122     | Da determinarsi con le elezioni del 2026 | Da determinarsi con le elezioni del 2026 | Da determinarsi con le elezioni del 2026 | Da determinarsi con le elezioni del 2026 | Da determinarsi con le elezioni del 2026 | | | |